# Ferencvárosi Football Club 1927-1928
Questa voce raccoglie le informazioni riguardanti il Ferencvaros TC nelle competizioni ufficiali della stagione 1927-1928.

## Rosa
| N. |                     | Ruolo | Calciatore      |
| -- | ------------------- | ----- | --------------- |
|    | Ungheria (bandiera) | P     | Ignác Amsel     |
|    | Ungheria (bandiera) | P     | Rezső Huber     |
|    | Ungheria (bandiera) | D     | Géza Takács     |
|    | Ungheria (bandiera) | D     | János Hungler   |
|    | Ungheria (bandiera) | C     | Károly Furmann  |
|    | Ungheria (bandiera) | C     | Márton Bukovi   |
|    | Ungheria (bandiera) | C     | Gábor Obitz     |
|    | Ungheria (bandiera) | C     | Elemér Berkessy |
|    | Ungheria (bandiera) | C     | József Sándor   |

| N. |                     | Ruolo | Calciatore        |
| -- | ------------------- | ----- | ----------------- |
|    | Ungheria (bandiera) | C     | Antal Lyka        |
|    | Ungheria (bandiera) | A     | József Takács     |
|    | Ungheria (bandiera) | A     | Vilmos Kohut      |
|    | Ungheria (bandiera) | A     | Ferenc Szedlacsik |
|    | Ungheria (bandiera) | A     | Mór Rázsó         |
|    | Ungheria (bandiera) | A     | József Turay      |
|    | Ungheria (bandiera) | A     | Imre Koszta       |
|    | Ungheria (bandiera) | A     | Sándor Fröhlich   |
|    | Ungheria (bandiera) | A     | Géza Toldi        |

## Statistiche
| Giocatore     | Nemzeti Bajnokság I | Nemzeti Bajnokság I | Nemzeti Bajnokság I | Nemzeti Bajnokság I | Magyar Kupa | Magyar Kupa | Magyar Kupa | Magyar Kupa | Totale   | Totale | Totale      | Totale     |
| Giocatore     | Presenze            | Reti                | Ammonizioni         | Espulsioni          | Presenze    | Reti        | Ammonizioni | Espulsioni  | Presenze | Reti   | Ammonizioni | Espulsioni |
| ------------- | ------------------- | ------------------- | ------------------- | ------------------- | ----------- | ----------- | ----------- | ----------- | -------- | ------ | ----------- | ---------- |
| I. Amsel      | 16                  | 0                   |                     |                     | 2           | 0           |             |             | 18       | 0      | 0           | 0          |
| E. Berkessy   | 1                   | 0                   |                     |                     | 3           | 0           |             |             | 4        | 0      | 0           | 0          |
| M. Bukovi     | 21                  | 0                   |                     |                     | 4           | 2           |             |             | 25       | 2      | 0           | 0          |
| S. Fröhlich   | 3                   | 1                   |                     |                     | 0           | 0           |             |             | 3        | 1      | 0           | 0          |
| K. Furmann    | 22                  | 0                   |                     |                     | 5           | 1           |             |             | 27       | 1      | 0           | 0          |
| R. Huber      | 6                   | 0                   |                     |                     | 3           | 0           |             |             | 9        | 0      | 0           | 0          |
| J. Hungler    | 22                  | 0                   |                     |                     | 5           | 1           |             |             | 27       | 1      | 0           | 0          |
| V. Kohut      | 22                  | 14                  |                     |                     | 5           | 7           |             |             | 27       | 21     | 0           | 0          |
| I. Koszta     | 0                   | 0                   |                     |                     | 1           | 0           |             |             | 1        | 0      | 0           | 0          |
| A. Lyka       | 0                   | 0                   |                     |                     | 1           | 0           |             |             | 1        | 0      | 0           | 0          |
| G. Obitz      | 21                  | 0                   |                     |                     | 1           | 0           |             |             | 22       | 0      | 0           | 0          |
| M. Rázsó      | 20                  | 4                   |                     |                     | 2           | 1           |             |             | 22       | 5      | 0           | 0          |
| J. Sándor     | 1                   | 0                   |                     |                     | 0           | 0           |             |             | 1        | 0      | 0           | 0          |
| F. Szedlacsik | 22                  | 17                  |                     |                     | 4           | 3           |             |             | 26       | 20     | 0           | 0          |
| G. Takács I   | 22                  | 0                   |                     |                     | 5           | 0           |             |             | 27       | 0      | 0           | 0          |
| J. Takács II  | 22                  | 31                  |                     |                     | 5           | 10          |             |             | 27       | 41     | 0           | 0          |
| G. Toldi      | 2                   | 0                   |                     |                     | 3           | 2           |             |             | 5        | 2      | 0           | 0          |
| J. Turay      | 19                  | 9                   |                     |                     | 5           | 10          |             |             | 24       | 19     | 0           | 0          |